# ینس هپنر
ینس هپنر (انگلیسی: Jens Heppner؛ زادهٔ ۲۳ دسامبر ۱۹۶۴) دوچرخه‌سوار اهل آلمان است.
وی همچنین برندهٔ جوایزی همچون برگ بوی نقره‌ای شده‌است.